# 김태식 (정치인)
김태식(金台植, 1939년 8월 12일~)은 대한민국의 정치인이다. 제11·13·14·15·16대 국회의원을 지냈으며 제16대 국회 후반기 국회부의장(2002. 7.~2004. 5.)을 지냈다.

## 학력
- 전주조촌국민학교 졸업
- 전주남중학교 졸업
- 전주고등학교 졸업
- 중앙대학교 경상대학 경제학 학사
- 중앙대학교 대학원 경제학 석사
- 노스웨스트 미주리 주립대학교 대학원 수학

## 경력
- 신민당 이철승 국회의원 비서관
- 신민당 중앙상무위원
- 신민당 총재비서실장
- 서울특별시 경제전문위원
- 국회부의장 수석비서관
- 제11·13·14·15·16대 국회의원
- 국회 재무위원회 간사
- 한국-자이레 의원친선협회 부회장
- 민주한국당 재정금융분과위원장
- 평화민주당 대변인
- 평화민주당 김대중 총재비서실장
- 평화민주당 전당대회 부의장
- 평화민주당 정책위원회 부의장
- 신민주연합당 당무위원
- 민주당 원내총무
- 민주당 사무총장
- 새정치국민회의 지도위원
- 제15대 국회의원 선거 새정치국민회의 전라북도 지부 선거대책위원회 위원장
- 국회 농림수산위원회 위원장
- 국회 전원위원회 위원장
- 국회 국정조사특별위원회 위원장
- 제16대 국회 후반기 국회부의장
- 새천년민주당 전당대회 의장

## 역대 선거 결과
|  | 19.07% |

|  | 17.86% |

|  | 64.15% |

|  | 65.72% |

|  | 60.34% |

|  | 46.22% |

|  | 10.16% |

|  | 2.40% |

|  | 6.35% |

## 소속 정당
| 소속 정당 | 소속 정당      | 소속 기간 | 비고           |
| --------- | -------------- | --------- | -------------- |
|           | 신민당         | 1971~1980 | 정계 입문      |
|           | 무소속         | 1980~1981 | 정당 해산      |
|           | 민주한국당     | 1981~1985 | 창당           |
|           | 무소속         | 1985      | 탈당           |
|           | 신한민주당     | 1985~1987 | 창당           |
|           | 무소속         | 1987      | 탈당           |
|           | 통일민주당     | 1987      | 탈당           |
|           | 무소속         | 1987      | 탈당           |
|           | 평화민주당     | 1987~1991 | 창당           |
|           | 신민주연합당   | 1991      | 당명 변경      |
|           | 민주당         | 1991~1995 | 합당           |
|           | 무소속         | 1995      | 탈당           |
|           | 새정치국민회의 | 1995~2000 | 창당           |
|           | 새천년민주당   | 2000~2005 | 합당           |
|           | 무소속         | 2005~현재 | 탈당 정계 은퇴 |

## 같이 보기
- 전주시·완주군
- 전주시의 국회의원
- 완주군 (1988년 선거구)
- 완주군의 국회의원
- 완주군·임실군
- 임실군의 국회의원
- 대한민국의 국회부의장